# Дубильная кислота
Дуби́льная кислота́ — сложная органическая кислота, одна из форм танинов. Синтезируется большим количеством растений. Также её называют галлодуби́льной кислото́й, тани́новой кислото́й (англ. tannic acid) и просто тани́ном.
Коммерческая форма дубильной кислоты, согласно спецификации в первом издании Международной фармакопеи (Всемирная организация здравоохранения, 1963), — C76H52O46.

## Использование

### В медицине
В сочетании с магнием, а иногда и с активированным углём, дубильная кислота в конце XIX — начале XX веков использовалась для лечения отравлений многими токсичными веществами, такими как стрихнин, птомаины и ядовитые грибы.
Использование дубильной кислоты для лечения тяжелых ожоговых травм в 1920-х годах значительно снизило уровень смертности. Во время Первой мировой войны повязки с дубильной кислотой применялись для лечения ожогов, вызванных зажигательными бомбами, ипритом или люизитом. После войны от использования дубильной кислоты отказались в связи с разработкой более современных схем лечения.

### В пищевой промышленности
Используется, в частности, в производстве спиртных напитков, где ускоряет образование мути.

## Безопасность
Дубильная кислота является ирритантом. Она может вызывать раздражение и покраснение глаз, увеличение слёзоотделения. При употреблении дубильной кислоты внутрь наблюдаются тошнота, рвота и диарея. При вдыхании может вызывать раздражение дыхательных путей.